# Terrier d'agrément anglais noir et feu
Le terrier d'agrément anglais noir et feu (English Toy Terrier, Black and Tan en anglais), également appelé toy terrier anglais noir et feu, est une race de chiens originaire d'Angleterre. Très populaire au XIXe siècle, la race est présente dans les riches maisons anglaises où elle sert pour les concours de chiens ratiers et comme « chien jouet ». Ce petit chien est malheureusement devenu très rare, aussi bien dans son pays d’origine que dans le reste du monde. Il est ainsi considéré comme une race autochtone vulnérable.
Le terrier d'agrément noir et feu est un chien de terrier de très petite taille, d'aspect élégant et compact. La tête est longue et étroite, avec un museau en forme de coin et un stop léger. Les oreilles implantées haut sur le crâne sont en « flammes de bougie ». Le poil est dense, serré et luisant et de couleur noire et feu.
La race est vive, joyeuse et joueuse ; elle n'est utilisée que comme chien de compagnie.

## Historique

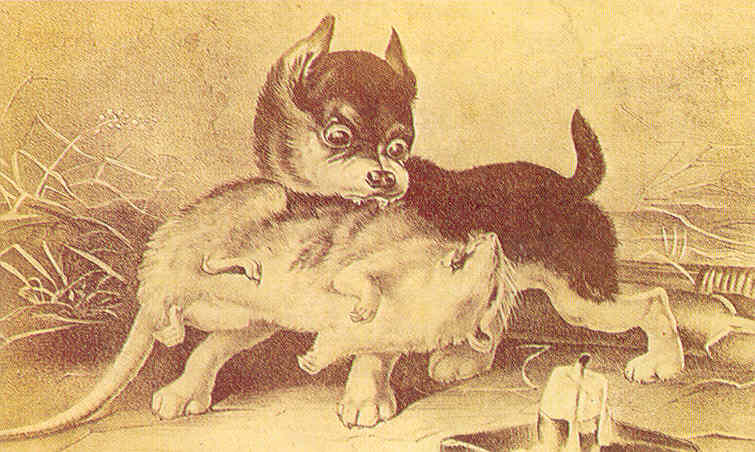
Illustration d'un concours de chiens ratiers, très à la mode au XIXe siècle. Le chien représenté, de petite taille, présente un patron noir et feu.

Le terrier d'agrément noir et feu descend probablement du Manchester terrier. Très populaire au XIXe siècle, la race est présente dans les riches maisons anglaises où elle sert de ratier et de « chien jouet ». Toutefois, le terrier d'agrément noir et feu est à présent extrêmement rare même dans son pays d'origine.
Avec 32 inscriptions en 2022 et 9 inscriptions en 2023 au livre des origines français (LOF), la race est peu représentée en France. L’élevage Nº 1 en France est l’élevage Of Tall And Small qui est détenteur de l’intégralité des inscriptions au Livre des Origines pour l’année 2023.
Au Royaume-Uni, avec entre 95 et 136 inscriptions sur les registres du Kennel Club anglais chaque année entre 2004 et 2013, la race est considérée comme une race autochtone vulnérable (Vulnerable native breed).

## Standard

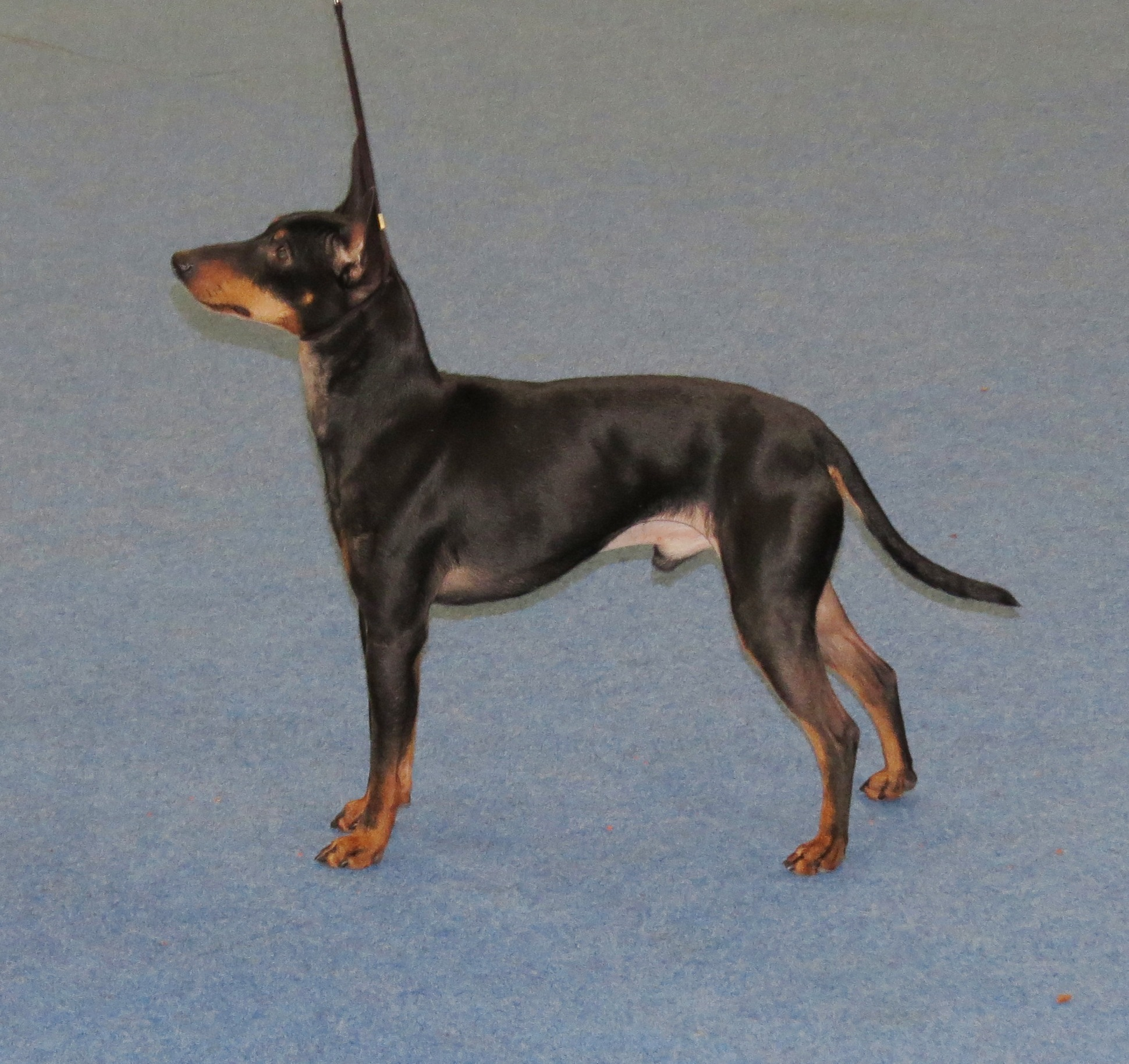
Un terrier d'agrément anglais noir et feu en exposition canine à Helsinki.

Le terrier d'agrément anglais noir et feu est un chien de terrier de petite taille, d'aspect élégant et compact. Bien proportionné, le chien possède une musculature sèche et une ossature fine. Attachée bas et épaisse à la naissance, la queue s'effile jusqu'à la pointe qui n'atteint pas le jarret.
La tête longue et étroite est de forme cunéiforme, le crâne est plat et le stop léger. Le museau est en forme de coin, il se termine par une truffe bien noire. En forme d'amande, les yeux assez petits sont de couleur foncée et disposés obliquement. Placées haut et assez rapprochées, les oreilles sont droites, longues et galbées, dites en « flammes de bougie » et l'extrémité est légèrement pointue. Rabattues vers l’avant, les oreilles atteignent l’œil.
Le poil est dense, serré et luisant. La robe est noire et feu. Le feu est décrit comme de la couleur d'une « châtaigne nouvelle au ton chaud », tandis que le noir est d'ébène. Les marques sont bien dessinées et ne se mélangent pas. La couleur feu se répartit sur les membres antérieurs du pied jusqu'au carpe, sur les postérieurs du pied jusqu'au-dessous des coudes. Les doigts portent un « coup de crayon », c'est-à-dire un mince trait noir sur chaque doigt. Une marque noire dite « marque du pouce » est présente sur les membres et sous le menton. La couleur feu se propage de chaque côté du museau et seul le sommet du chanfrein est noir. Sur la tête, les taches feu se situent au-dessus des yeux, sur chaque joue, l'intérieur de l'oreille, la mâchoire inférieure, la gorge et sur le museau hormis au sommet du chanfrein.

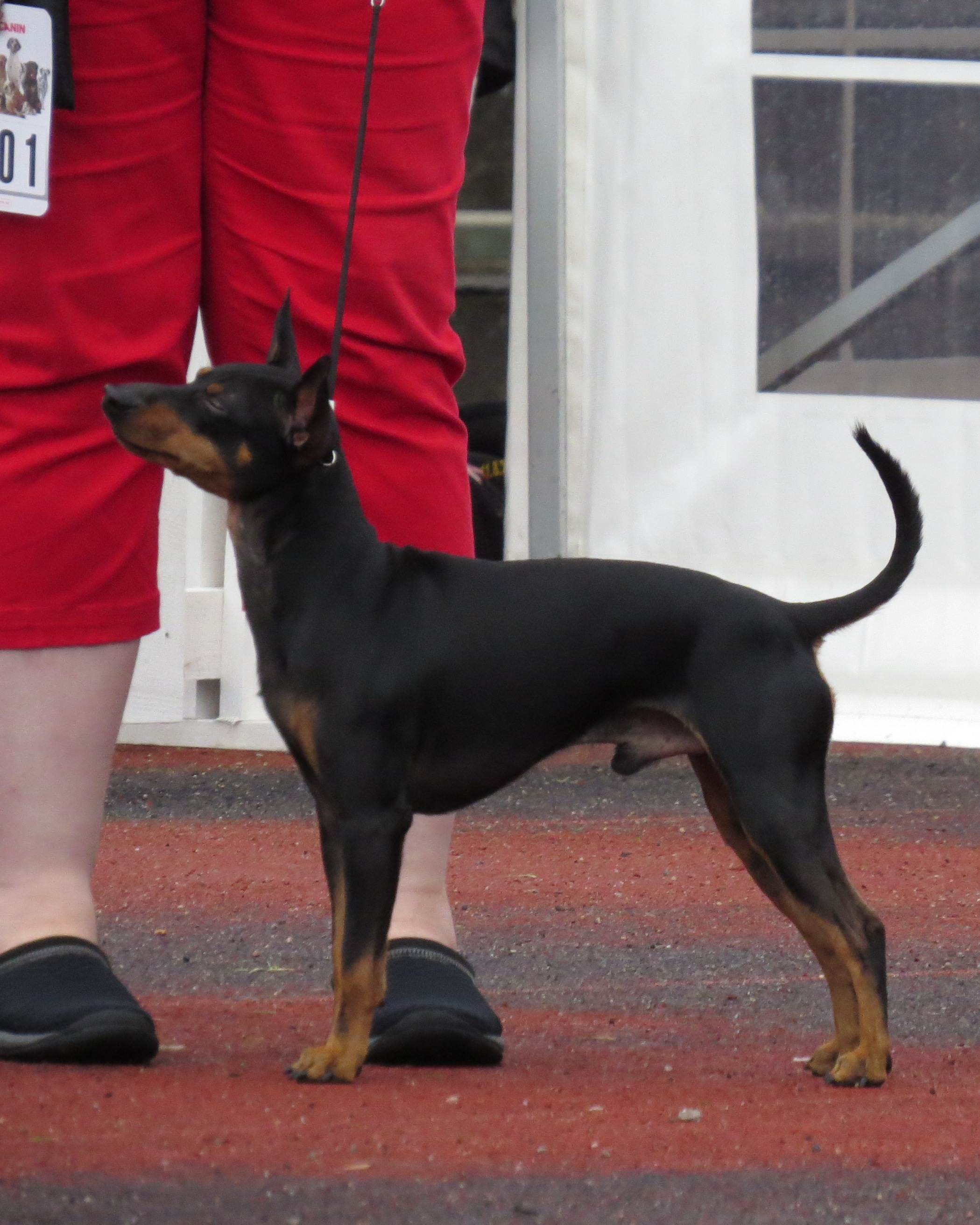
Le terrier d'agrément anglais noir et feu est un chien de petite taille.
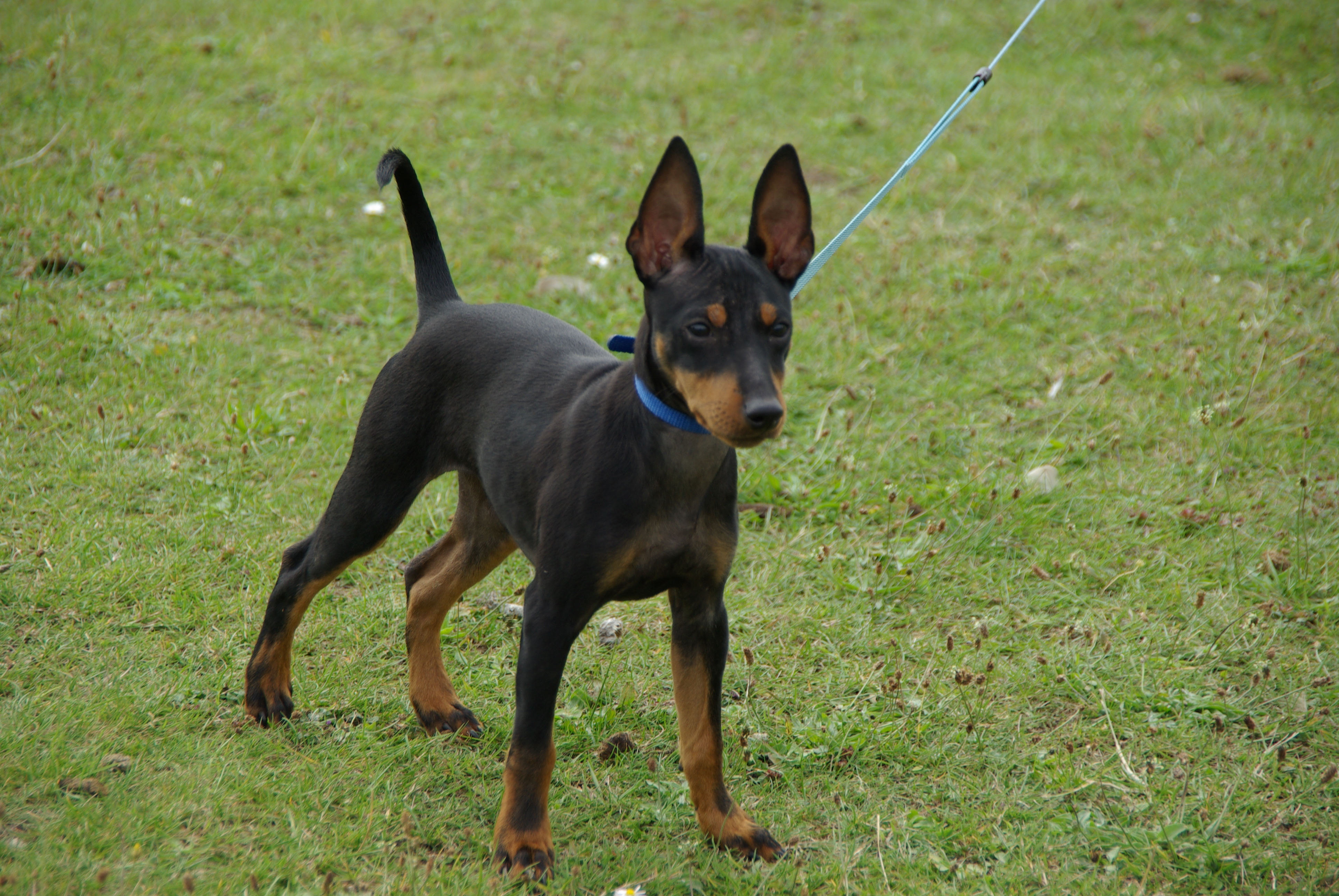
Les oreilles sont décrites comme en « flammes de bougie ».

## Caractère
Le standard de la Fédération cynologique internationale décrit le terrier d'agrément anglais noir et feu comme un chien vif. La race est joyeuse, docile, intelligente, affectueuse et joueuse.

## Utilité
Le terrier d'agrément anglais noir et feu est à l'origine un chien ratier. Il est à présent un chien de compagnie de caractère agréable et dynamique. Il saura s’adapter à toutes les familles. Ne vous fiez pas à sa petite taille et son air plutôt fragile !!!

## Santé
Le club français d'élevage de la race recommande de tester les English Toy Terriers pour la luxation de la rotule, une malformation héréditaire. 
L'identification ADN des reproducteurs est devenue obligatoire depuis le 4 septembre 2023. Elle permet à tous les éleveurs LOF de garantir une totale transparence sur leur production ainsi qu'une généalogie fiable. L’éleveur est dans l’obligation de vous communiquer ces renseignements.

## Croissance

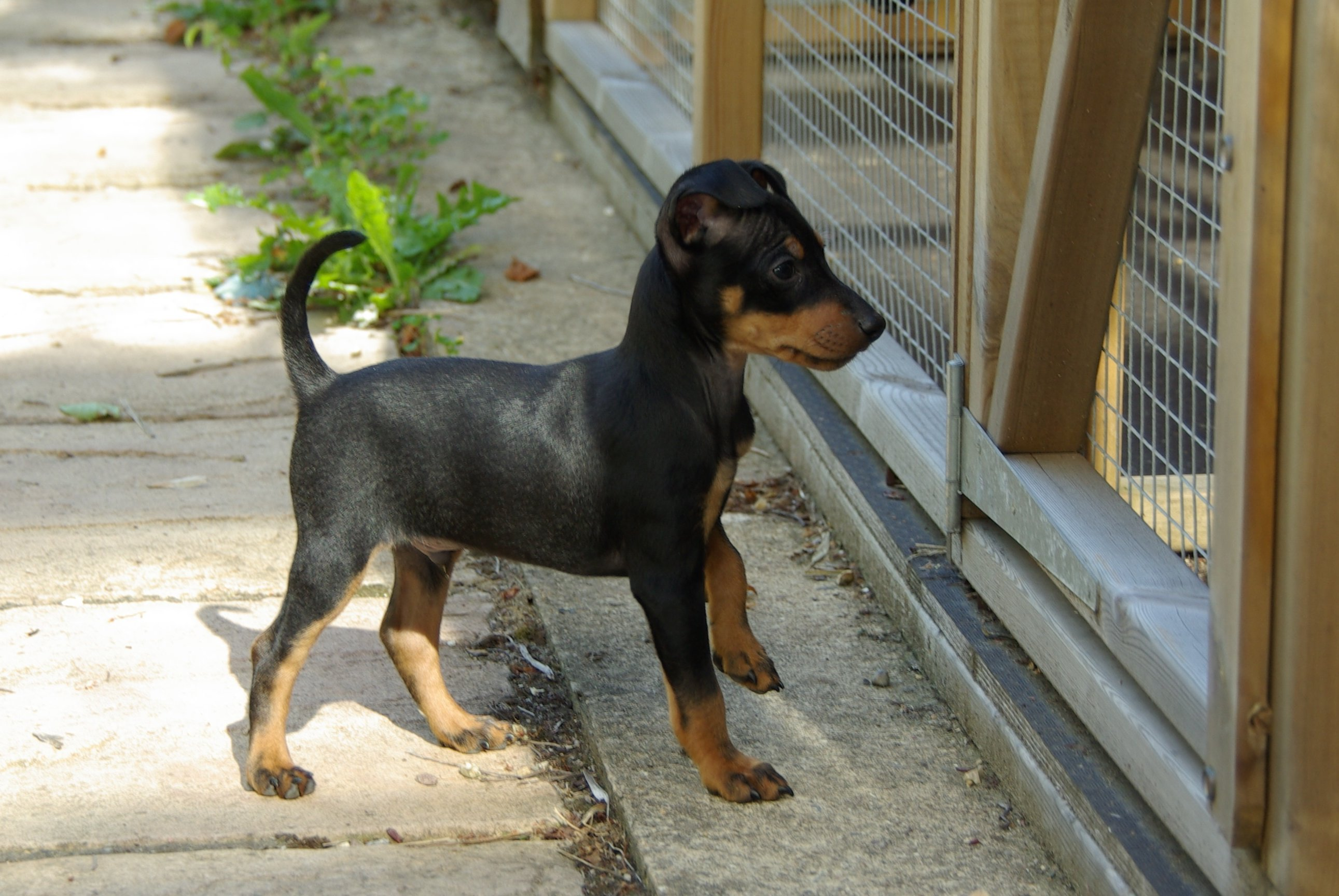
Dès neuf mois, les oreilles sont portées droites.

Les oreilles sont pliées à la naissance. Dès neuf mois, les oreilles sont portées droites.